# Dolmen de la Crête

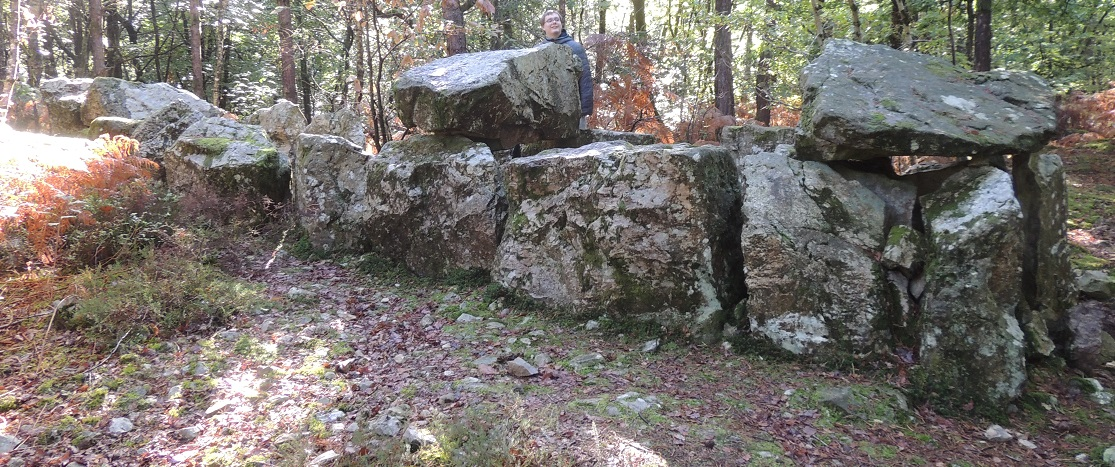
Der Zugang befindet sich (verdeckt) auf Höhe der beiden Decksteine

Schema Galeriegrab

Der Dolmen de la Crête (auch Allée couverte de la Cote 197 genannt) ist ein Galeriegrab. Es liegt auf einem Kamm, etwa östlich von Vautorte und Ernée im Forêt de Mayenne, im Département Mayenne in Frankreich.
Die Ost-West orientierte Kammer ist etwa 9,6 Meter lang und 1,5 Meter breit. Vier erhaltene unförmige Decksteine ruhen (nicht in situ) auf den 11 Tragsteinen der Nord- und den acht Steinen der Südseite. Der Zugang erfolgte vom östlichen Ende, das nur einen Meter breit und noch niedriger ist. Am westlichen Ende liegt eine kleine Vorkammer. Einige Steine vom Cairn sind an der Außenseite erhalten.
Die Allée couverte wurde von A. Faucon im Jahre 1893 im Bulletin der archäologischen Kommission von Mayenne beschrieben. Sie wurde im Jahre 1990 unter Schutz gestellt. Die Allée couverte ist trotz der Ausgrabungen und Restaurierungsarbeiten durch Roger Bouillon in den Jahren 1984 bis 1986 stark überwachsen.